# 刀ピークリスマス
刀ピークリスマス（とうぴーくりすます）とは剣持刀也とピーナッツくんによる企画及び楽曲シリーズである｡2018年～現在まで行われている｡

## 概要
『刀ピー』は剣持刀也とピーナッツくんの頭文字をコラボ名である｡2018年に行われた24時間生配企画『ぽんぽこ24』から始まり､その際に二人は関係を深め､同年のクリスマスに刀ピークリスマスの名を冠したコラボを実施し､現在まで続く大型企画に成長した｡ピーナッツくんが剣持刀也の自宅に押し掛ける形で実施され､配信中に二人でケーキを食したり､ピーナッツくんから手作りの指輪をプレゼントするなどといった企画内容であり､その中でピーナッツくんによる剣持刀也に向けて毎年テーマソングを制作している｡
2022年での企画内で発表されたテーマソングでは､投稿日から約41日という驚異的なスピードで､YouTube上で1000万回再生され､本田翼＆あの､モーニング娘。などもダンス動画をアップするなど､TikTok等で人気を博した｡
2023年では､YouTube上での最大同時接続数が20万を突破し､現在約1800万再生を達成している｡

## 楽曲
| 配信日         | タイトル                             |
| -------------- | ------------------------------------ |
| 2018年12月25日 | とうピークリスマスのテーマソング2018 |
| 2019年12月25日 | とうピークリスマスのテーマソング     |
| 2020年12月26日 | 刀ピークリスマスのテーマソング2020   |
| 2021年12月26日 | 刀ピークリスマスのテーマソング2021   |
| 2022年12月26日 | 刀ピークリスマスのテーマソング2022   |
| 2023年12月25日 | 刀ピークリスマスのテーマソング2023   |
| 2024年12月25日 | 刀ピークリスマスのテーマソング2024   |